# Hauptstrasse 152
Die Hauptstrasse 152 ist eine überregionale Verbindungsstrasse in den Kantonen Waadt und Freiburg und eine Hauptstrasse der Schweiz.

## Verlauf
Die Strasse beginnt im Stadtzentrum von Yverdon-les-Bains an der Hauptstrasse 5 in der Avenue Haldimand, die ihren Namen zum Gedächtnis an Frederick Haldimand trägt. Sie überquert den Fluss Buron, unterquert die Bahnstrecke Lausanne–Biel/Bienne und führt über die Linie Yverdon-Payerne. Sie durchquert in nordöstlicher Richtung das Waldgebiet in der südlichen Uferzone am Neuenburgersee und berührt das Areal des Naturschutzzentrums Champ-Pittet, das im Landhaus von Frederick Haldimand eingerichtet ist. Mit einem langen Abschnitt führt die Hauptstrasse durch das Naturschutzgebiet Grande Cariçaie, das im Bundesinventar der Landschaften und Naturdenkmäler von nationaler Bedeutung verzeichnet ist.
In Yvonand überquert die Strasse die Mentue. Vor Cheyres erreicht sie erstmals das Gebiet des Kantons Freiburg, in dessen Broyebezirk sie die Gemeinden Cheyres-Châbles und Estavayer durchquert. Bei Châbles steigt die Strasse von der Uferlandschaft am Neuenburgersee auf das hügelige Gebiet zwischen dem See und der Broye. Östlich von Estavayer führt sie in kurzer Folge mehrmals über die Kantonsgrenze nach Villars-le-Grand, wo sie die Hauptstrasse 153 quert. Von Salavaux in der Waadtländer Gemeinde Vully-les-Lacs aus überquert sie die Broyeebene und endet östlich von Avenches an der Hauptstrasse 1.

## Bilder

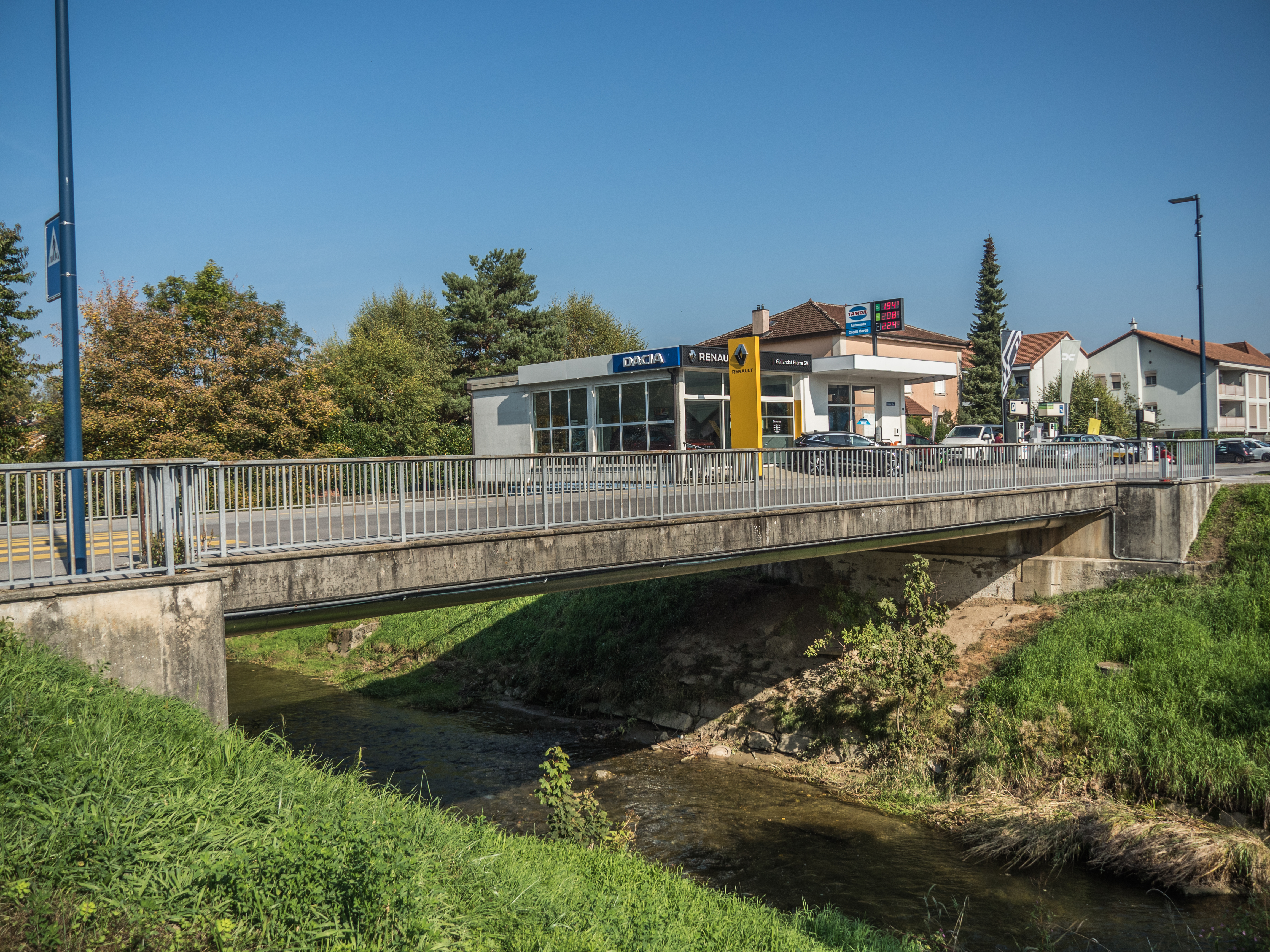
Brücke über die Mentue bei Yvonand
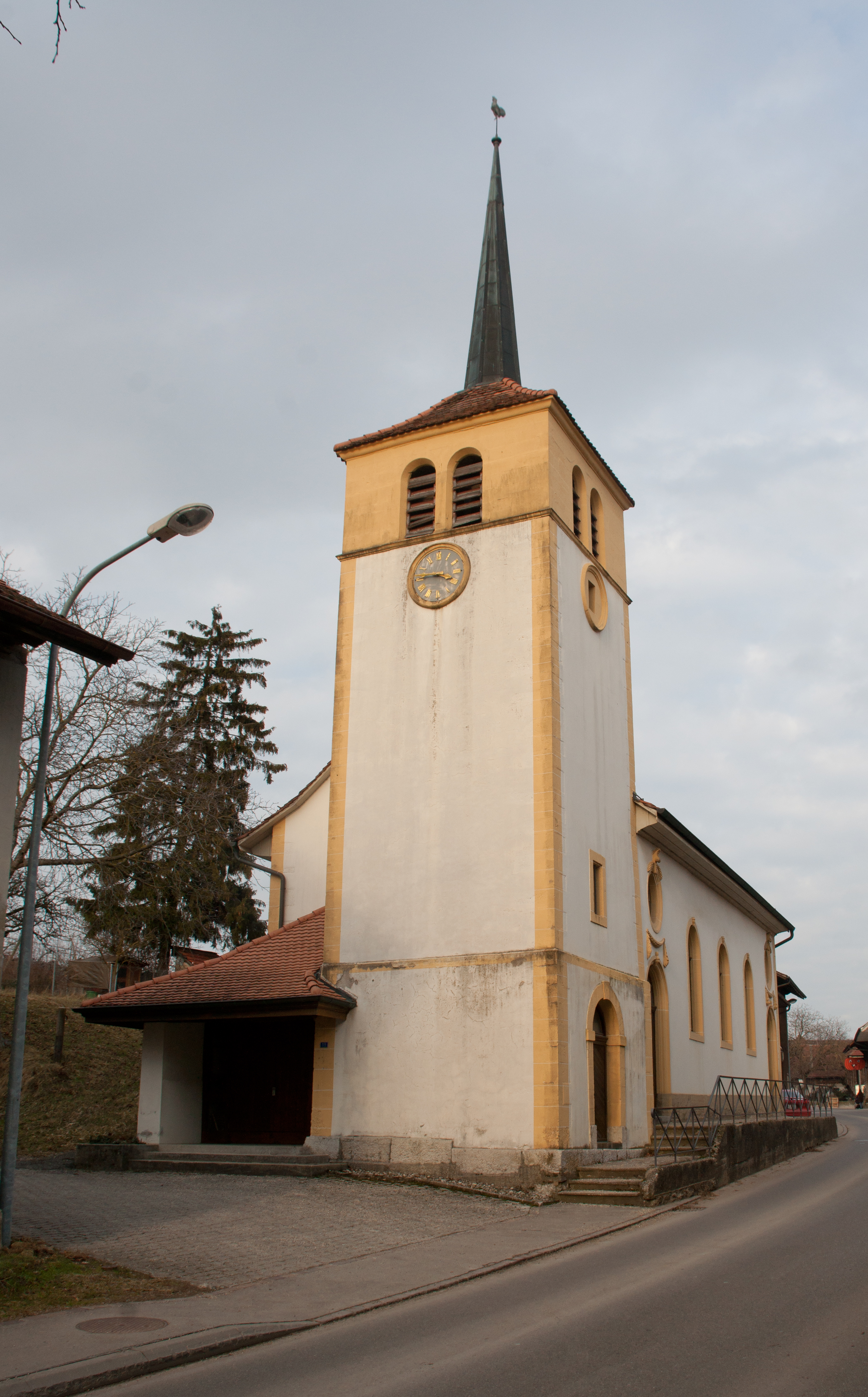
Kirche von 1810 in Missy
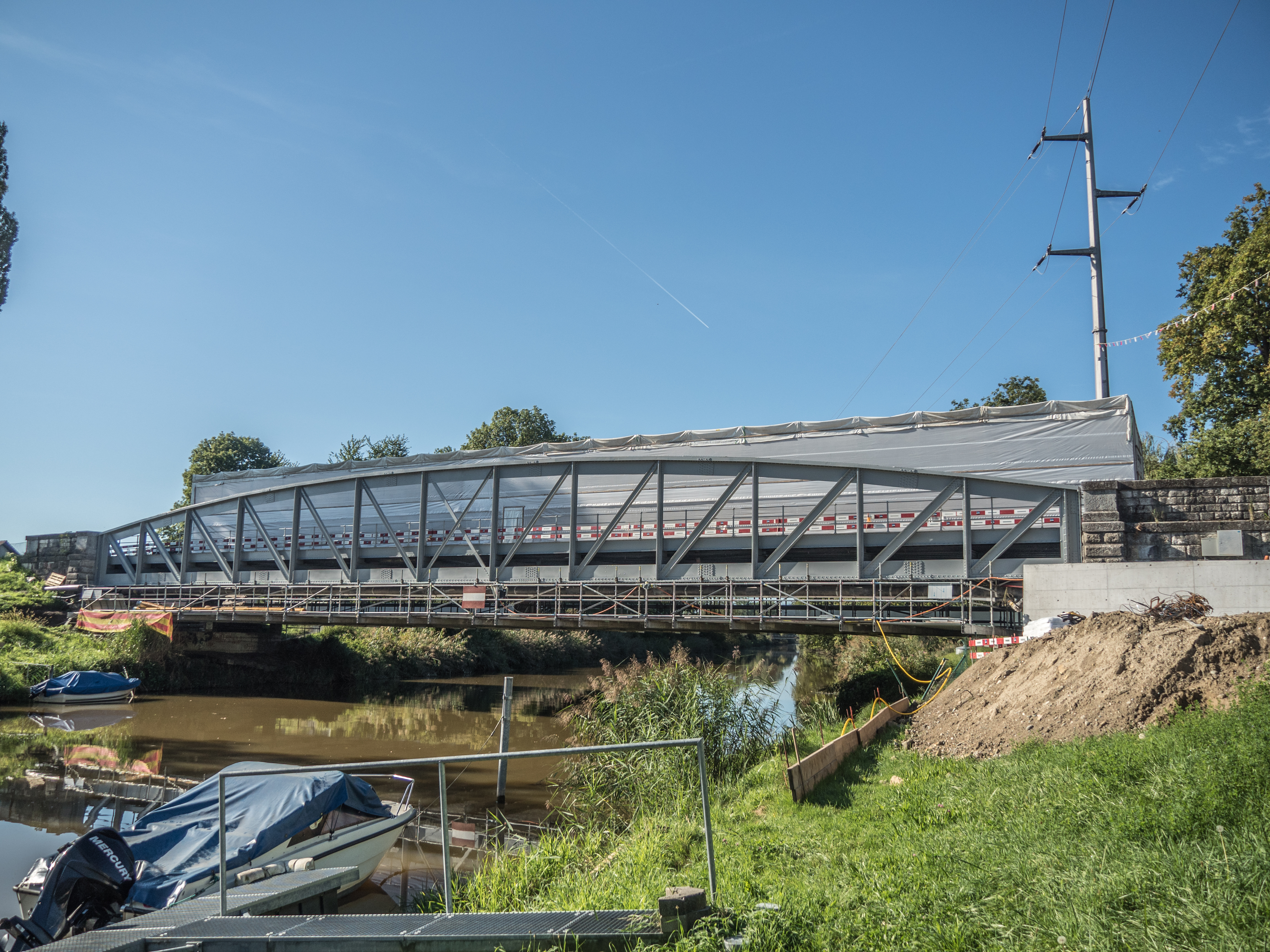
Brücke über die Broye bei Salavaux